# Suhpalacsa fuscostriatus
Suhpalacsa fuscostriatus is een insect uit de familie van de vlinderhaften (Ascalaphidae), die tot de orde netvleugeligen (Neuroptera) behoort. 
Suhpalacsa fuscostriatus is voor het eerst wetenschappelijk beschreven door New in 1984.